# Carnota (Alenquer)
Carnota is een plaats (freguesia) in de Portugese gemeente Alenquer en telt 1 695 inwoners (2001).